# 노자권재구의
노자권재구의(老子鬳齋口義)는 충청북도 청주시 흥덕구, 청주고인쇄박물관조선시대의 책이다. 2010년 6월 28일 대한민국의 보물 제1655호로 지정되었다.

## 개요
『노자』에 대한 주석서는 수없이 많지만 본문만큼이나 주석도 난해한 것이 대부분이다. 이에 비하여 임희일의『노자권재구의(老子 口義)』는 서명에서 밝히듯이 말로 설명하듯이 쉬운 구의체(口義體) 문장으로 분명하고 뚜렷하게 서술한 관계로 초학자들이 이해하기에 쉽다는 평을 받으면서 동양에서 널리 읽혀졌다. 
이 「老子 口義」는 조선에서 계미자(癸未字)에 이어 2번째로 주조된 경자자(庚子字)로 찍은 판본으로 완전한 형태의 전존본(傳存本)이 드물다. 그럼에도 불구하고 이 『노자권재구의』는 결장(缺張)이나 훼손된 부분이 없이 전권(全卷)이 온전하게 보존되어 있다. 경자자(庚子字)의 인본(印本)과 전본(傳本)이 희소하다는 점에서 이 책은 판본학상(版本學上) 중요한 가치를 지닌다. 
이 인본(印本)을 통해 당시 활자의 모양, 조판의 개량 등 인쇄기술적인 발달상을 살펴 볼 수 있어 조선 초기의 금속활자 인쇄술과 판본연구에 중요한 자료가 될 뿐만 아니라 한국서지학과 도서출판사 연구의 측면에서도 귀중한 자료로 평가되었다.

## 참고 자료
- 노자권재구의 - 국가유산청 국가유산포털